# Millard Drexler
Millard S. Drexler é um empresário, ex-CEO da Gap Inc., ele aderiu ao conselho de administração da Gap, em Novembro de 1983 e deixou a sua posição em Outubro de 2002. Desde Janeiro de 2003, Drexler, foi presidente e CEO da J. Crew Group Inc., ele foi um diretor da Apple Inc. desde 1999. Ele recebeu seu MBA da Boston University Graduate School of Management. E é graduado na Bronx High School of Science, e CCNY.
Em meados da década de 1970, ele foi o Vice-Presidente de Merchandising e Diretor de Moda da Abraão & Straus do Brooklyn, Nova Iorque, em seguida, teve uma nova adição à Federated.

## Net Worth
Em 2021, o patrimônio líquido de Millard "Mickey" Drexler era de cerca de US $ 200 milhões.

## Carreira

### Gap Inc.
Drexler é frequentemente creditado com a ascensão meteórica de Gap durante os anos 1990. Até então, a Gap era uma rede relativamente pequena de marcas privadas e públicas. Sob Drexler, a empresa fez uma mudança dramática para mercadorias de marca própria e se expandiu rapidamente para se tornar uma parte icônica da cultura pop dos anos 1990, como "calças cáqui, básicos e sextas-feiras casuais". Anúncios de televisão apresentando canções como "Mellow Yellow" e "Dress You Up in My Love" exibiam o visual casual americano descontraído que definia a marca Gap.
Em 22 de maio de 2002, no entanto, devido à queda nas vendas e ao aumento da dívida, além de seu estilo de gestão que entrou em conflito com a família Fisher, Drexler foi abruptamente forçado a anunciar sua aposentadoria pelo fundador da Gap, Donald Fisher. Drexler permaneceu como CEO até 26 de setembro de 2002, quando Paul Pressler foi nomeado seu sucessor. Drexler ficou amargurado com sua demissão e foi justificado quando as vendas se recuperaram um mês após sua saída.

### J.Crew Group
O J.Crew Group, um varejista americano de roupas e acessórios com sede na cidade de Nova York, foi fundado em 1983 com o lançamento de seu catálogo e se expandiu para o varejo de tijolo e argamassa em 1989 com sua primeira loja no South Street Seaport em New Cidade de York. J.Crew contratou Drexler como presidente e CEO em 2003, após sua saída abrupta da Gap. Aplicando estratégias semelhantes da Gap, Drexler procurou reposicionar a marca J.Crew como uma boutique verdadeiramente sofisticada. O que antes era uma marca americana de baixo preço e elegante e casual tornou-se mais uma marca americana sofisticada e elegante com "babados incluídos".
Em 5 de junho de 2017, foi anunciado que Drexler deixaria de ser o presidente-executivo. Ele não foi capaz de parar uma queda de vários anos, à medida que os gostos dos consumidores mudavam. Drexler observou que "a J.Crew aumentou os preços e passou por uma expansão durante os anos em que os consumidores se tornaram cada vez mais econômicos". Em 18 de janeiro de 2019, Drexler anunciou sua aposentadoria como presidente do conselho, mas permanecerá como consultor estratégico do escritório do CEO e do conselho.

### Alex Mill
Em 2021, Drexler é o CEO da Alex Mill, uma marca de roupas criada por seu filho.